# 硝酸六氨合镍
硝酸六氨合镍是硝酸镍的氨配合物，化学式为[Ni(NH3)6](NO3)2。

## 制备
硝酸六氨合镍可由硝酸镍和氨水反应得到。

## 化学性质
在300K开始失去氨，546K时二氨合物发生自身氧化还原：
[Ni(NH3)2](NO3)2 → NiO + N2 + 2 NO + 3H2O
[Ni(NH3)2](NO3)2 → NiO + 2 N2O + 3H2O